# Джейсон Тернер
Джейсон Тернер  (англ. Jason Turner, 31 січня 1975) — американський стрілець, олімпійський медаліст.

## Виступи на Олімпіадах
| Олімпіада  | Дисципліна                  | Місце |
| ---------- | --------------------------- | ----- |
| Афіни 2004 | пневматичний пістолет, 10 м | 36T   |
| Афіни 2004 | довільний пістолет, 50 м    | 18T   |
| Пекін 2008 | пневматичний пістолет, 10 м | 3     |
| Пекін 2008 | довільний пістолет, 50 м    | 20    |